# A day of my life
『a day of my life』（ア・デイ・オブ・マイ・ライフ）は、原田知世の15枚目のオリジナル・アルバム。1999年9月22日にフォーライフ・レコードからリリースされた。

## 概要
前作『Blue Orange』以来、約1年ぶりのリリースとなるアルバム。トーレ・ヨハンソンとのコラボレーションを一旦終了とし、本作は初のセルフ・プロデュース作品となる。原田自身が全曲の作詞と大半の作曲を手がけており、1970年代頃のサウンドをベースにファンク、ディスコ、ボサノヴァ、アンプラグド、カントリー・ミュージック等、バラエティーに富んだ楽曲でまとめ上げている。
1997年1月にリリースされたシングル「ロマンス」のボサノヴァ・ヴァージョンを収録。CD初回盤はカラートレイ（レッド）仕様となっている。

### チャート成績
チャート最高順位は週間34位。オリコンチャートの登場週数は3週、トータル1.4万枚のセールスを記録した。

## 収録曲

### CD
| 全作詞: 原田知世、全編曲: mash。 |                                   |           |                                      |      |
| #                                | タイトル                          | 作詞      | 作曲                                 | 時間 |
| 1.                               | 「シンプルラヴ」                  | 原田知世  | 原田知世                             | 4:44 |
| 2.                               | 「君の住む星まで」                | 原田知世  | ウルフ・トレッソン                   | 3:40 |
| 3.                               | 「Road and Blue Sky」             | 原田知世  | 原田知世                             | 4:05 |
| 4.                               | 「a day of my life」              | 原田知世  | 原田知世                             | 3:46 |
| 5.                               | 「LOVE＊TEARS」                   | 原田知世  | ウルフ・トレッソン                   | 4:08 |
| 6.                               | 「花と人」                        | 原田知世  | 原田知世                             | 3:34 |
| 7.                               | 「秘密のキス」                    | 原田知世  | 原田知世                             | 4:06 |
| 8.                               | 「You can jump into the fire」    | 原田知世  | 原田知世                             | 3:47 |
| 9.                               | 「ロマンス」(New Version)         | 原田知世  | ウルフ・トレッソン                   | 3:30 |
| 10.                              | 「SECRET ADMIRER」                | 原田知世  | ウルフ・トレッソン                   | 3:20 |
| 11.                              | 「Take me to a place in the sun」 | 原田知世  | 原田知世                             | 4:05 |
| 12.                              | 「you & me」                      | 原田知世  | ウルフ・トレッソン、ジョニー・デニス | 3:55 |
| 合計時間:                        | 合計時間:                         | 合計時間: | 46:45                                |      |

## シングル

### 概要
同時発売となる初のセルフ・プロデュース・アルバム『a day of my life』からのシングル・カット。表題曲は原田自身の書き下ろしによる1970年代ディスコ・サウンドを意識した曲。
カップリング曲「you & me」はアコースティック・ギターの演奏のみで歌われ、レコーディングは一発録音によって行われた曲。″関西デジタルホン(J-Phone)″ CF曲として使用された。

### 収録曲
| #         | タイトル                       | 作詞      | 作曲                                 | 編曲      | 時間 |
| --------- | ------------------------------ | --------- | ------------------------------------ | --------- | ---- |
| 1.        | 「You can jump into the fire」 | 原田知世  | 原田知世                             | mash      | 3:47 |
| 2.        | 「you & me」                   | 原田知世  | ウルフ・トレッソン、ジョニー・デニス | mash      | 3:54 |
| 合計時間: | 合計時間:                      | 合計時間: | 合計時間:                            | 合計時間: | 7:41 |